# Związek Czynu Zbrojnego
Związek Czynu Zbrojnego – konspiracyjna organizacja wojskowa, utworzona w październiku 1939 roku.
Jej komendantem był podpułkownik Franciszek Julian Znamirowski (ps. „Profesor Witold”). Związek liczył kilkanaście tysięcy członków. W 1940 roku nastąpił podział organizacji (część przeszła do Związku Walki Zbrojnej, inni do Polskiej Organizacji Zbrojnej, pozostali do Konfederacji Zbrojnej).